# Globalizace
Globalizace (z angl. global, celosvětový) je dlouhodobý ekonomický, kulturní a politický proces, který rozšiřuje, prohlubuje a urychluje pohyb zboží, lidí i myšlenek přes hranice států a kontinentů. Představuje zvyšující se propojování (integraci) na celosvětové úrovni. MMF uvádí jako čtyři hlavní aspekty globalizace:
1. mezinárodní obchod
2. pohyb investic a kapitálu
3. migraci osob
4. šíření znalostí.[1]

Globalizace navázala na předchozí dálkový obchod, na koloniální expanzi evropských zemí a na působení křesťanských misionářů mimo Evropu. Vynálezy železnice, parních lodí a telegrafu kolem poloviny 19. století proces silně urychlily, takže už v období 1850–1913 vznikaly světové trhy, z Evropy emigrovalo přes 50 milionů lidí a objem mezinárodního obchodu rostl až o 4 % ročně. Nový impulz dostala globalizace po roce 1945, kdy vznikl Mezinárodní měnový fond, Světová banka a mezinárodní organizace pro obchod GATT/WTO. Rozvoj letecké i námořní dopravy, zdokonalení komunikací a vznik internetu se podílely na další vlně integrace, provázené globální kulturou a životním stylem. Přesto se velké části lidstva na těchto vymoženostech nemohly podílet, takže nerovnosti mezi bohatými a chudými společnostmi dále rostou. Díky těmto rozdílům mohou mít podobné procesy v různých částech světa velmi rozdílné důsledky (např. zavádění volného trhu).

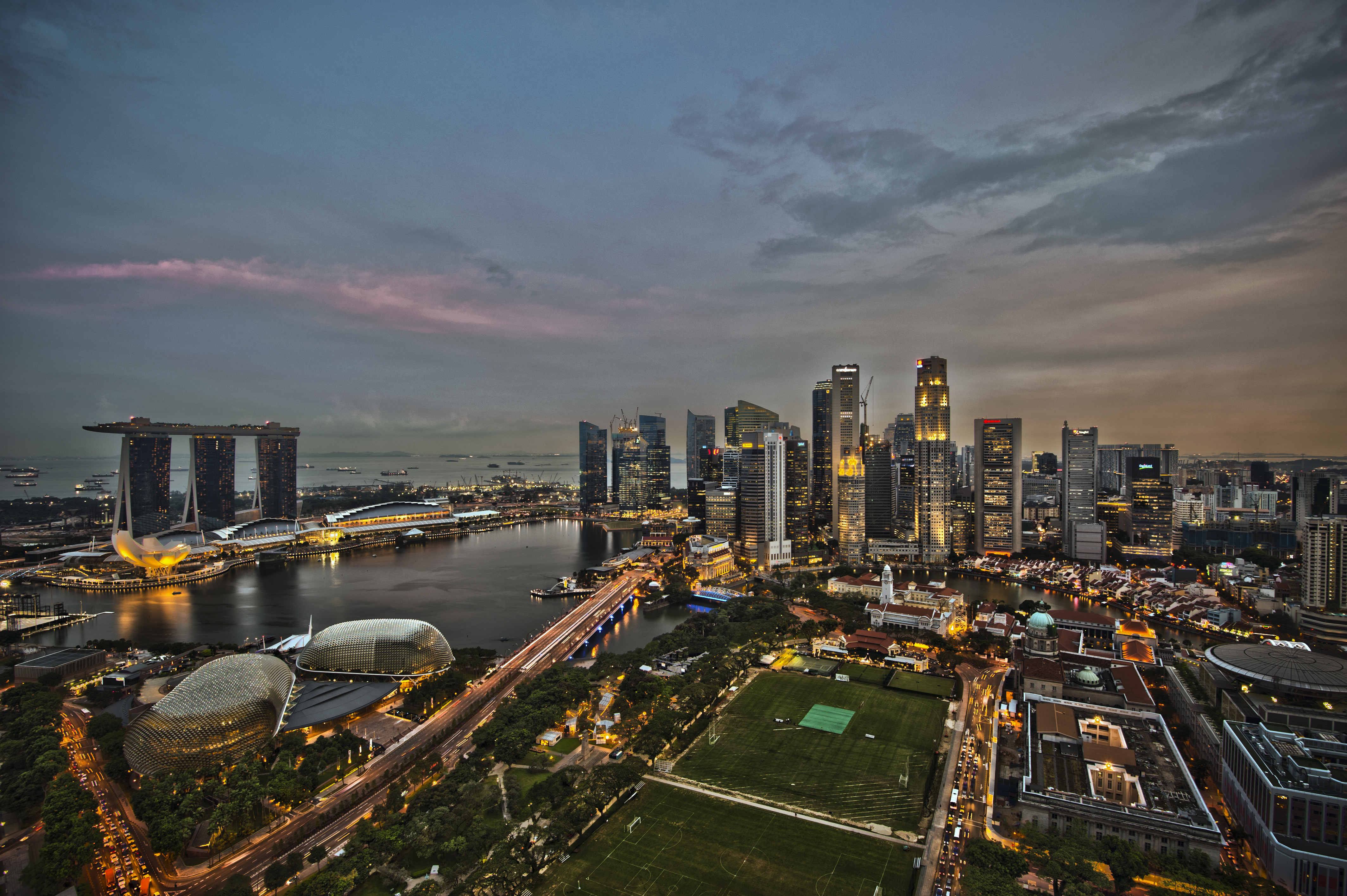
Singapur, nejglobalizovanější město světa

## Pokusy o vymezení
Britský sociolog Roland Robertson definoval roku 1992 globalizaci jako „stlačování světa a stále sílící vědomí světa jako jednoho celku“
Podle hojně citované studie DHL je globalizace „proměna prostorové organizace společenských vztahů a transakcí“, a to vzhledem ke čtyřem hlavním rysům: rozsahu, intenzity, rychlosti a dopadu. Francouzský filosof Jacques Derrida proti pojmu globalizace namítal, že to není jev zeměpisný (přesněji fyzickogeografický), takže se netýká globu, nýbrž lidského světa, společenského a kulturního, a proto navrhl pojem „mondializace“ (z franc. monde, svět).

## Historie globalizace
Ačkoliv největší rozvoj globalizace započal v 19. století, historické události předcházely tento rozvoj již od dob starověku.

### Nejranější vývoj
Fáze v historii vývoje globalizace probíhající do počátku 17. století se bere jako její nejranější období. Globalizace v tomto období má 3 základní charakteristiky – a sice kontakt a myšlenková výměna mezi Západními státy a státy Východními. Druhým motivem je limitace vzdálenosti – interakce mezi státy neprobíhala v globálním měřítku, ale v lokálních oblastech – v Asii, Severní Africe, Blízkém východě a v Evropě. V tomto raném období bylo velmi obtížné udržovat vztahy se státy, které nebyly v geografické blízkosti. Třetí charakteristikou rané globalizace je motiv vzájemné provázanosti a stability. Státy, které nejsou na sobě vzájemně závislé, se zároveň nemohou ovlivňovat. Tento fakt byl hybnou silou globalizace – pokud by všechny státy byly nezávislé a soběstačné v produkci a přírodních zdrojích, tak by globalizace nemohla nastat.

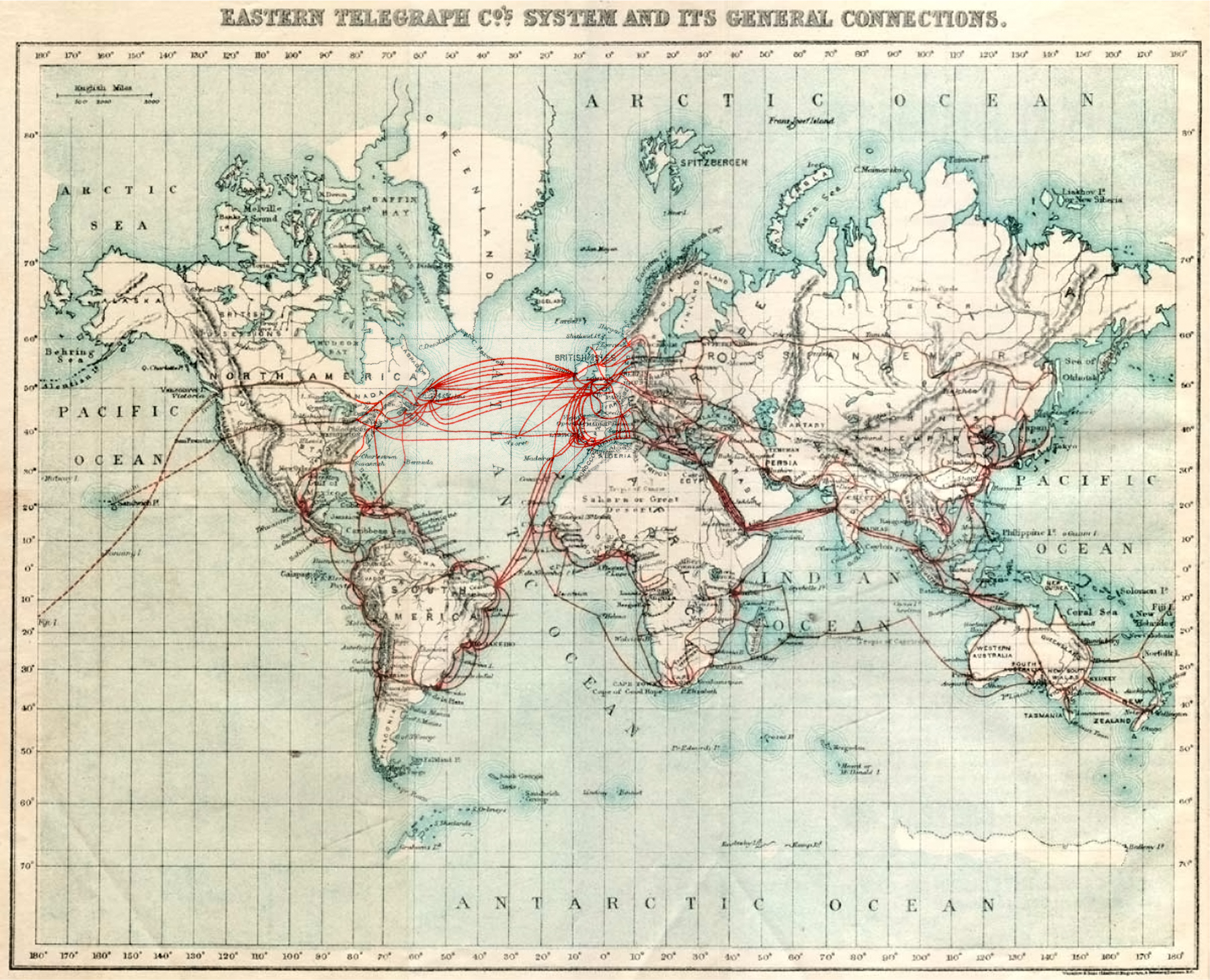
Mapa telegrafních kabelů společnosti ET v roce 1901

### Raný novověk
Globalizace raného novověku zhruba zahrnuje období mezi lety
1600 a 1800, někdy bývá také označována jako protoglobalizace. Toto období se vyznačuje vzestupem námořních evropských impérií – v 16. a 17. století Portugalska a Španělska, později Británie a Nizozemska. V 17. století byly založeny v podstatě první nadnárodní korporace – Britská Východoindická společnost v roce 1600 a Nizozemská Východoindická společnost v roce 1602 (společnost, která jako první v historii vydala akcie).
Období raného novověku se vyznačuje vzestupem expansionismu, přesunem mocenských center do západní Evropy a rozsáhlými vojenskými konflikty mezi velmocemi, jako byla Třicetiletá válka. Významný byl takzvaný trojúhelníkový obchod, který probíhal mezi Evropou, Afrikou a Amerikou. Schéma vypadalo následovně – Evropané (zejména Britové) připluli do Afriky s levným zbožím – jmenovitě alkoholem, textilem, zbraněmi a bižuterií, které s africkými králi vyměnili za otroky. Tyto otroky se značným ziskem prodali plantážníkům v Americe, zejména ve Střední Americe na karibských ostrovech. Za utržené peníze nakoupili cukr, tabák, bavlnu a cenné kovy, které v Evropě opět prodávali a trojúhelník se tímto uzavřel.

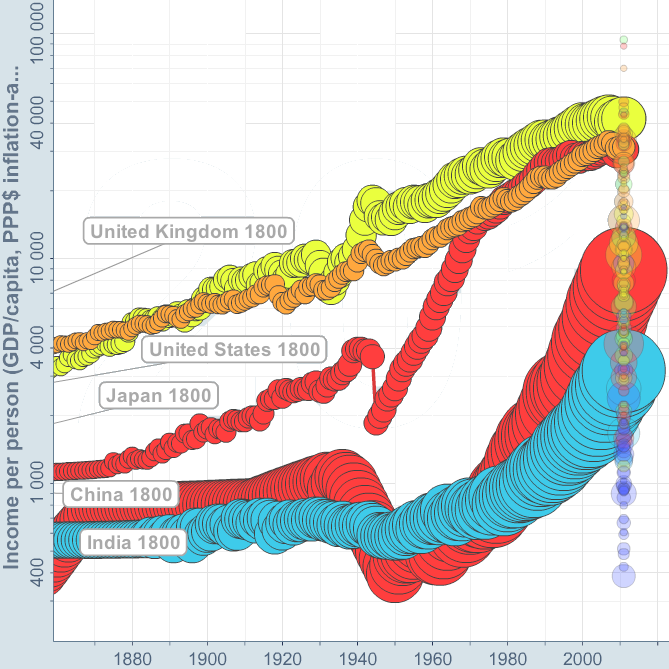
HDP na osobu podle kupní síly v období 1860–2011, očištěný od inflace (v USD). Disk odpovídá počtu obyvatel. Žlutá = USA, oranžová = Británie, červená = Japonsko, Čína, modrá = Indie

Index globální soutěživosti (GCI). Zelené státy jsou lepší než červené, šedé nebyly hodnoceny

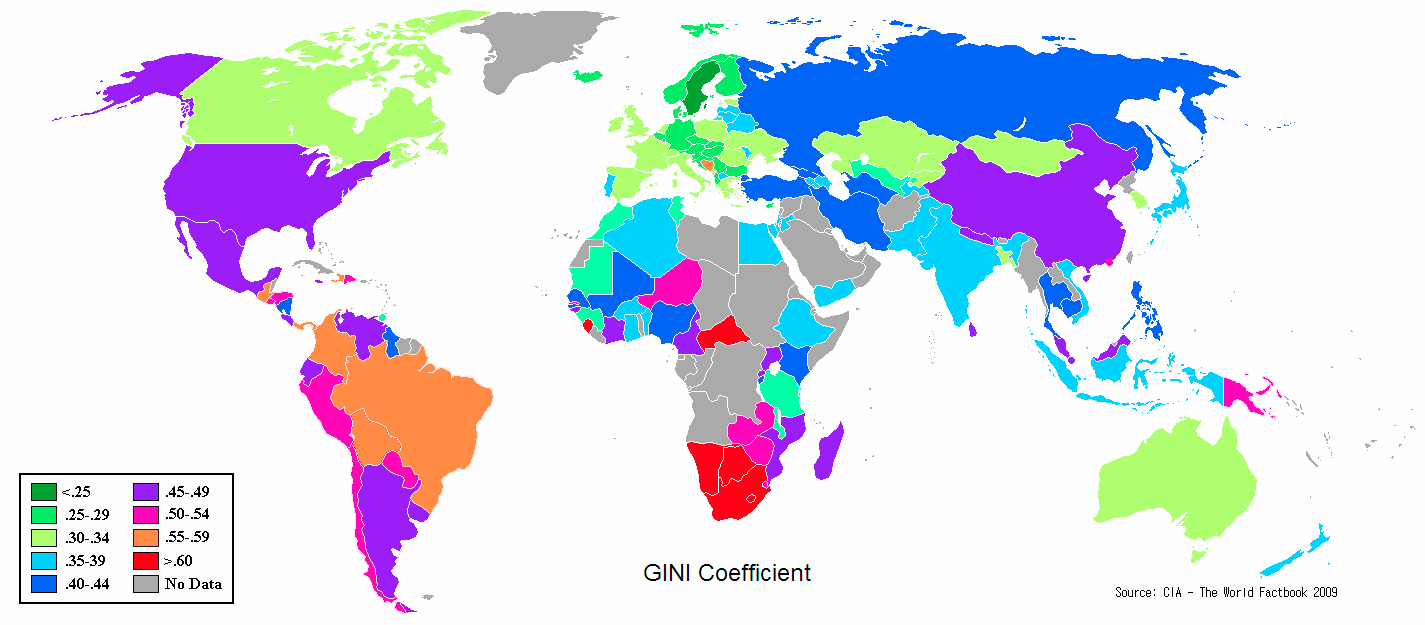
Míra nerovnosti příjmů (Giniho koeficient, 2009)

### Moderní globalizace
V průběhu 19. století globalizace začala nabírat svou nynější podobu díky průmyslové revoluci. Industrializace umožnila standardizovanou produkci domácích potřeb využívající úspor z rozsahu produkce, přičemž rychlý populační růst vytvořil stabilní poptávku po komoditách.
V 19. století parní lodě dramaticky snížily cenu mezinárodní námořní dopravy a železnice zlevnily a zrychlily vnitrozemskou dopravu.
Důležitým milníkem v globalizačním vývoji byla Druhá světová válka, respektive světové uspořádání obchodu a politiky, které nastalo po jejím konci. Konference v Bretton Woods vytvořila rámec pro mezinárodní monetární politiku, obchod a finance a ustavila několik mezinárodních institucí, jejichž cílem bylo usnadnit ekonomický růst a zredukovat a zjednodušit obchodní bariéry. Nejprve multilaterální dohoda GATT (všeobecná dohoda o clech a obchodu) vedla k dalším multilaterálním dohodám o omezení obchodních bariér. Její nástupnickou organizací se stala WTO – Světová obchodní organizace. Exporty se v období mezi lety 1970 a 2001 zdvojnásobily z 8.5 % na 16.2 %.
Postup globalizace byl díky dvěma světovým válkám a Studené válce zpomalen, avšak v 80. letech se znovu zrychlil, zejména díky liberálním reformám v Sovětském svazu pod taktovkou Michaila Gorbačova – politiky perestrojky a glasnosti, a také díky ekonomickým reformám v Čínské lidové republice Teng Siao-pchinga. Tyto reformy prakticky otevřely Východní blok západnímu kapitalismu.

## Globalizace ve vlnách
Globalizace není jednolitým evolučním a vzestupným procesem, je možno mluvit spíše o historických vlnách jejího posilování nebo oslabování, globalizace a deglobalizace. Tak například G. Therborn ve své hypotéze o historických vlnách klasifikuje celkem šest vln globalizace.
- První vlna se týkala období šíření velkých světových náboženství a vzniku transkontinentálních civilizací: šlo o vlnu kulturní globalizace, kdy velká náboženství nesla s sebou také jazyky, písma a estetické vzory.
- Druhou vlnu globalizace představovala expanze Evropanů od 16. století, spojená s námořními objevnými plavbami, moderní vědou a koloniálními válkami.
- Třetí vlnou byly změny spjaté s válkami evropských velmocí v Evropě i na jiných kontinentech v prostoru koloniálních teritorií.
- Čtvrtá vlna globalizace byla spojena s vrcholem evropského imperialismu v 19. století, se zdokonalením dopravy, s růstem mezinárodního obchodu a migrace lidí, se vznikem světového trhu komodit a kapitálu v období před I. světovou válkou.
- Druhá světová válka byla začátkem páté vlny globalizace, kdy zejména v důsledku situace po rozsáhlém konfliktu vznikla již potřeba nových nadnárodních přístupů k řešení objevujících se nadnárodních (později tzv. globálních) problémů. Přístupy ke globálním problémům byly však konfliktně poznamenány a deformovány v podmínkách studené války v rozdělené Evropě a jejího začleňování do globálních struktur v důsledku celosvětové politiky dvou mocenských bloků tzv. Západu a Východu.
- Konečně v šesté, soudobé vlně globalizace, vznikly nové fenomény, jimiž jsou například rostoucí migrace a pohyblivost nejen osob, ale především kapitálu, rostoucí prostorová rozptýlenost produktivních činností a turbulentní reorganizace ekonomického života – ale také zesilování multikulturnosti sociálního života ve společnostech, regionech a městech, nová média informačních technologií, která umožnila globální komunikaci informace s možnostmi nepřetržitého spojení jejích účastníků v nadúzemním prostoru.

## Globální uspořádání obchodu

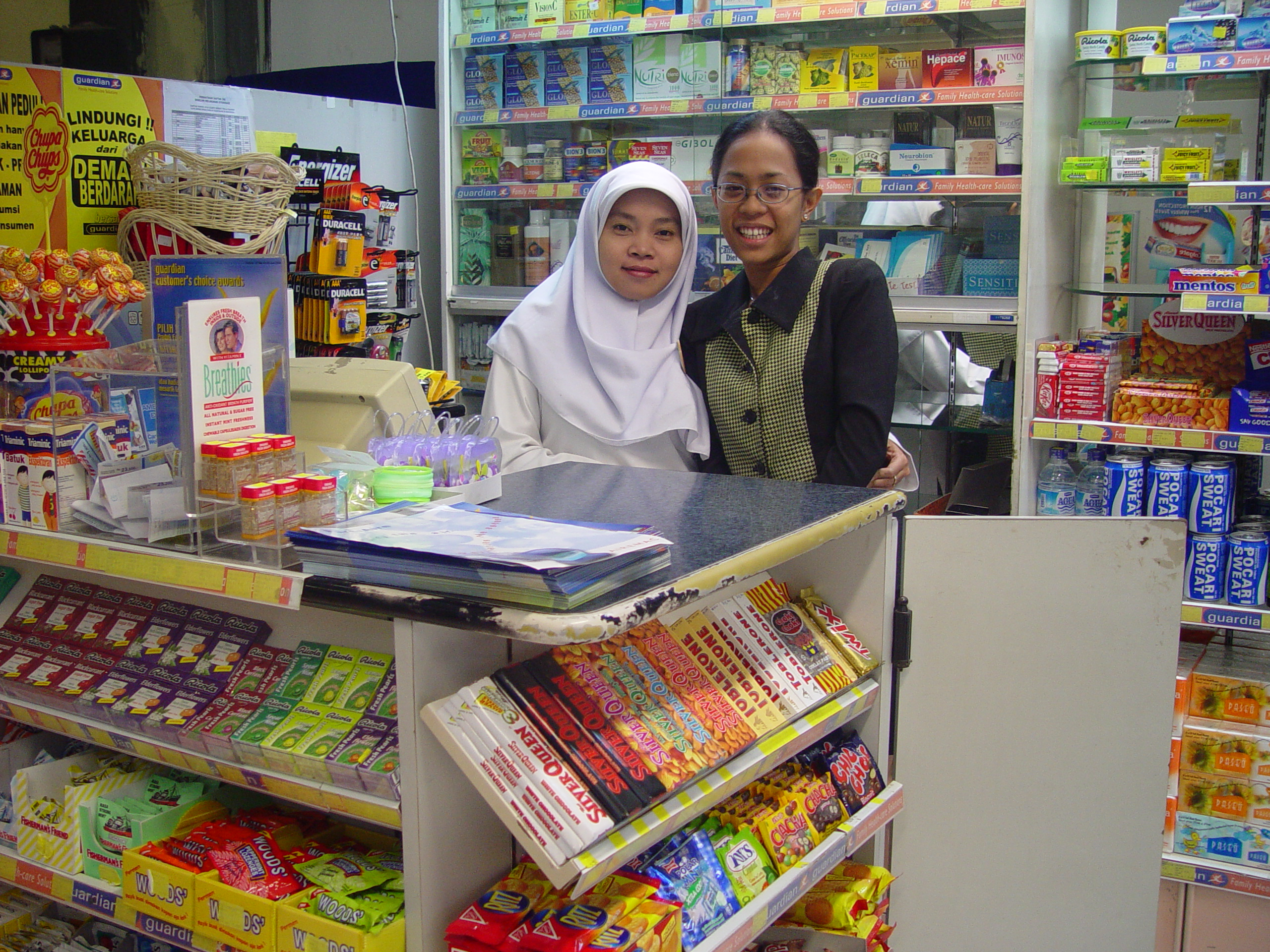
Obchod v Jakartě

Základním impulsem pro zahájení globalizace byla revoluce v dopravě, která proběhla v polovině 20. století. Díky rychlejší silniční, letecké, železniční i lodní dopravě bylo možné pro firmy uzavírat smlouvy nejen s těmi lokálními, ale i s těmi, kteří by byli jinak moc daleko – třeba i přes polovinu planety. Průkopníkem globalizace byly Spojené státy americké, kde místní společnosti expandovaly v 60. letech na evropské trhy. Došlo k tomu, že Američané se museli částečně přizpůsobit vkusu evropského zákazníka; zároveň ten se ale stykem s jinou kulturou a způsobem výroby či prodeje také změnil. Tuto výměnu někteří lidé označili jako přínos, někteří, převážně nacionalisté se s tím ale nikdy nesmířili. Do globalizace se ale zapojily i další země; později v 70. letech, když nastal prudký rozvoj japonské ekonomiky a zboží zde vyráběné se rozšířilo do všech zemí. V USA a Evropě tak byla následkem konkurenčního boje odepsána nebo výrazně zredukována celá odvětví průmyslu, jejich místo zaujaly právě japonské firmy s japonským způsobem výroby. Takové procesy pokračovaly dále i v 80. a 90. letech a probíhají i nadále.

### Mezinárodní obchod
Mezinárodní obchod se nejrychleji rozrůstal v 2. polovině 20. století díky rozvoji v dopravě a komunikaci. Mezinárodní obchod zahrnuje veškeré komerční aktivity (prodej, investice, logistiku, dopravu), které se odehrávají mezi dvěma či více regiony, národy a zeměmi za jejich politickými hranicemi. Taková mezinárodní diverzifikace je spjata s výkonností často v pozitivním slova smyslu a s inovací často v tom negativním. Obecně společnosti podstupují takovéto transakce za účelem zisku. V těchto obchodních transakcích figurují ekonomické zdroje jako je kapitál, přírodní suroviny a lidské zdroje užívané v mezinárodní produkci zboží a služeb jako finance, bankovnictví, pojišťovnictví, stavebnictví a jiné produkční aktivity.
Postupná integrace a provázanost vedly ke vzniku nadnárodních korporací, jejichž obraty a tržní kapitalizace se mohou pohybovat v řádu stovek miliard dolarů. Mezi nejznámější nadnárodní společnosti patří firmy vyrábějící spotřební elektroniku jako je Apple, Samsung nebo Sony, automobiloví výrobci jako Volkswagen, jehož dceřinou společností je Škoda Auto – největší automobilový výrobce a největší firma podle tržeb v Česku, Toyota nebo GM, fast foodové firmy jako McDonald’s či KFC, energetické konglomeráty Royal Dutch Shell, BP či Total, nebo bankovní domy jako je Société Générale, Erste nebo KBC, které provozují významné operace i v Česku.
Převážná většina států je ale schopna zajistit potravu z domácí produkce.

## Ekonomická globalizace

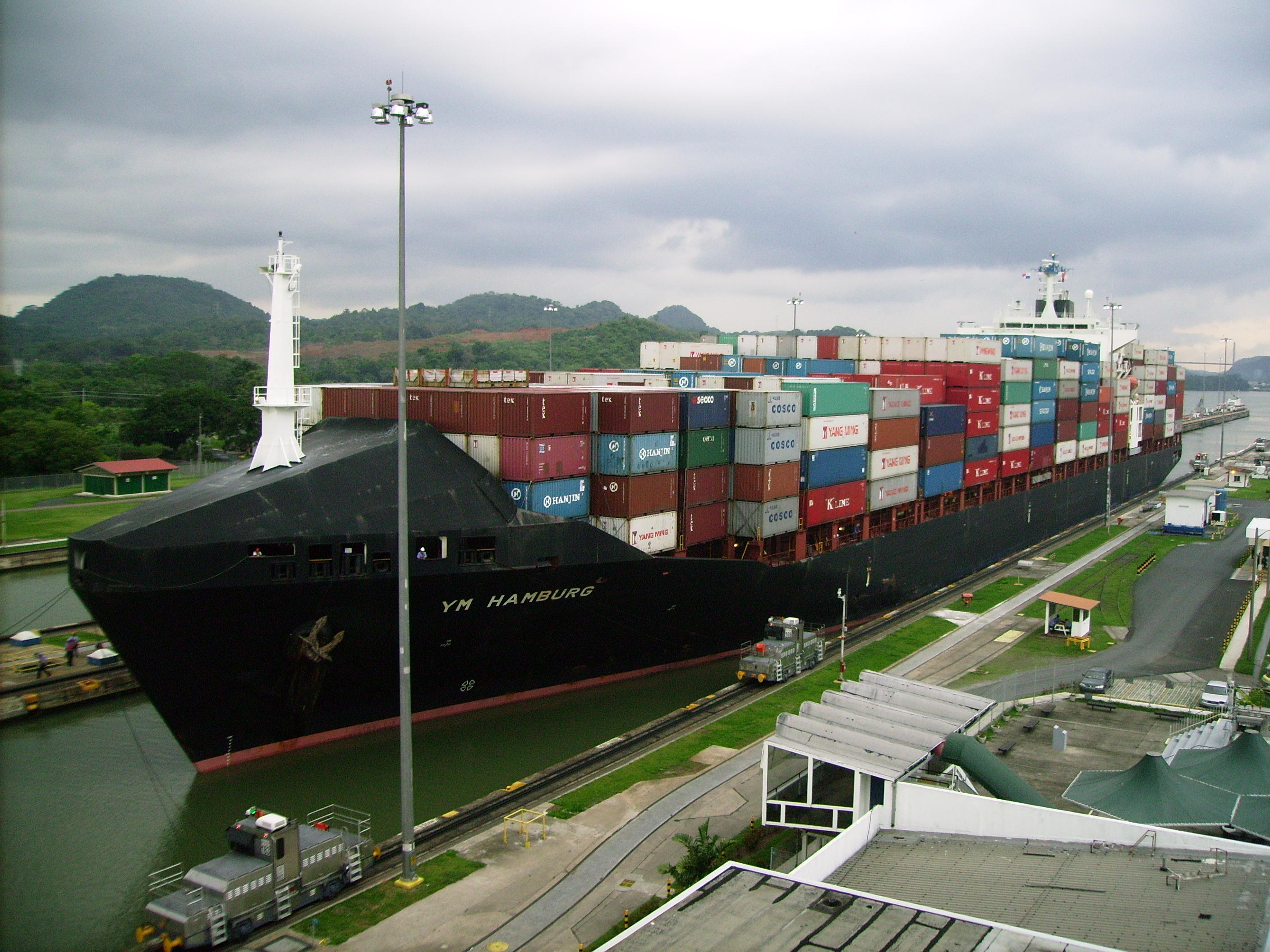
Britská loď v Panamském průplavu

Ekonomická globalizace je zvyšující se ekonomická závislost národních ekonomik napříč světem. Hlavními aktéry globalizace jsou nadnárodní společnosti, které efektivně využívají výhod plynoucích z jejich velikosti a geograficky takřka neomezené působnosti. Pojmem ekonomická globalizace rozumíme rychlý růst zahraničního pohybu zboží, služeb, technologie a kapitálu. Zatímco globalizace obchodu je zaměřena na snižování regulací pro mezinárodní obchod, jakými jsou například cla, daně a další překážky, které zabraňují mezinárodnímu obchodu, ekonomická globalizace je proces, při kterém dochází ke zvyšující se ekonomické integraci mezi zeměmi, což vede k vytvoření jednotného světového trhu. Na ekonomickou globalizaci se lze dívat z dvou úhlů pohledu – jak z pozitivního, tak i z toho negativního. Ekonomická globalizace je tvořena z globalizace výroby, trhů, konkurence, technologie, dále také z globalizace korporací či průmyslů. Současným trendem globalizace může být podílení se vyspělých ekonomik na rozvoji ekonomik méně vyspělých skrze přímé zahraniční investice, snížení bariér pro obchod, a v mnoha případech také imigraci.
Příkladem je Čína, která provedla čínskou ekonomickou reformu, díky které se Čína začala otevírat globalizaci v 80. letech 20. století. Akademici se shodují, že Čína dosáhla určitého stupně otevřenosti, který je nevídaný mezi velkými a lidnatými zeměmi. Zahraniční investice pomohly ke zvýšení kvality a vědomostí, zejména v těžkém průmyslu. Zkušenost Číny potvrzuje, že globalizace značně zvedá bohatství v chudých zemích.

### Světový finanční systém
Na začátku 21. století se ucelila celosvětová struktura právních smluv a institucí, aby zjednodušila mezinárodní tok finančního kapitálu pro investice a obchodní financování. Tento globální finanční systém se poprvé objevil během první vlny ekonomické globalizace, což způsobilo zavedení centrálních bank, mnohostranných dohod a mezivládních organizací, které by měly pomoct zlepšit průhlednost, regulace a efektivitu mezinárodního obchodu. Světová ekonomika se stala čím dál tím více finančně integrovaná během 20. století, když národy liberalizovaly kapitálové účty a deregulovaly finanční sektory. Důsledkem vystavování se nestabilním kapitálovým tokům byla série finančních krizí v Evropě, Asii a Latinské Americe. Počátkem 21. století se finanční instituce stávaly čím dál tím více větší, s více promyšlenou mírou investičních aktivit. Tím pádem se krize, která se v USA objevila v roce 2008, rychle rozšířila do zemí po celé zeměkouli. Začala se nazývat globální finanční krizí a je považována za příčinu Velké Recese.

### Nerovnost
Ekonomická nerovnost se liší napříč společnostmi, historickými obdobími, ekonomickou strukturou nebo systémem (např. kapitalismus, komunismus), probíhajícími válkami nebo také pohlavími. Existuje mnoho indikátorů pro měření nepoměru ve společnosti. Nejvýznamnější je GINI index, ale existuje mnoho dalších.
Zatímco nerovnost v rámci státu se kvůli globalizaci zvýšila, globální nerovnost značně klesla, neboť rozvojové země zažily mnohem větší ekonomický růst. Přestože dřívější studie považovaly ekonomickou nerovnost za nezbytnou a prospěšnou, někteří ekonomové to shledávají jako vážný sociální problém. Dřívější výzkumy tvrdily, že větší rovnost ve společnosti vede k omezení ekonomického růstu.
Mezinárodní nerovnost je nerovnost mezi jednotlivými státy. Rozdíly v příjmu mezi bohatými a chudými jsou obrovské, přestože se rychle mění. Příjem na hlavu v Indii a Číně se za posledních 20 let zdvojnásobil – jev, který nastal v USA za 150 let. Podle zprávy „Human Development“, vydané Organizací Spojených Národů za rok 2013, vzrostl příjem na hlavu mezi lety 2004–2013 z původních 24,800 na stávajících 33,391 dolarů (velmi vysoká životní úroveň), z 4,269 na 5,428 dolarů (střední úroveň) a z 1,184 na 1,633 dolarů v rámci nízké úrovně života.
Některé demografické změny v rozvíjejícím se světě po aktivní liberalizaci a mezinárodní integraci měly za následek zvýšení veřejného blaha a také redukovaly nerovnost. Podle Martina Wolfa (britský žurnalista), v rozvíjejících zemích se od roku 1970 zvyšovala střední délka života o 4 měsíce každým rokem a úmrtnost dětí klesla ze 107 na tisíc narozených v roce 1970 na stávajících 58, což je pokles téměř o polovinu.

## Globalizace v kultuře

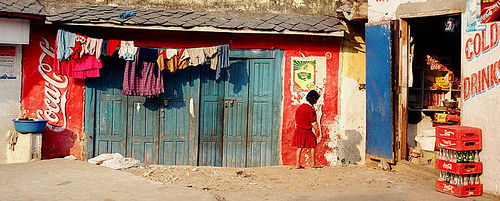
Znak Coca-Coly na fasádě nepálského venkovského obydlí.

Globalizace v kultuře má svůj specifický a zvláštní projev, totiž synkretismus, tzn. splývání jednotlivých kulturních prvků v jeden. Tento projev se obecně označuje také jako akulturace, čili průnik jednotlivých kultur. Příkladem pro dnešní dobu může být vstup euro-americké kultury do tradičních společností. Přestože to nelze označit jako jasné vytlačování tradiční kultury, neboť akulturace je vždy oboustranný proces mající vliv na obě kultury, tak kultura tradiční je vždy postižena více než euro-americká. Jako příklad můžeme uvést vliv propagace euro-americké kultury na sociální vztahy v kultuře tradiční – jsou zde určité náznaky toho, že v nedaleké budoucnosti bude původní kulturní diverzita, která byla na vysoké úrovni, vytlačena a nahrazena moderní, jednotnou globální kulturou. Kulturní globalizace vede ke zintenzivnění kontaktu mezi kulturami, šíření kulturních jevů a kulturní výměně. Kultury nebyly nikdy izolovány, vždy se navzájem ovlivňovaly a přizpůsobovaly se jedna druhé. Náboženství bylo jedním z prvních kulturních elementů, které se šířily globálně. Náboženské myšlenky byly šířeny násilím, migrací, evangelisty a obchodníky. Křesťanství, islám a buddhismus se staly součástí kultur na míle vzdálených od míst, kde se formovaly.[19] Posun oproti minulosti ale spočívá v tom, že nyní jsou jednotlivé kultury vystavovány intenzivním globálním vlivům. Dnes je to vidět zvláště v Evropě díky Evropské unii. Tento proces integrace, nastartovaný po druhé světové válce, zásadním způsobem přispěl ke zmenšení rozdílů mezi jednotlivými evropskými kulturami. Tento proces se následně z Evropy přenesl na další kontinenty celého světa prostřednictvím jednotlivých organizací, jako např. OSN, NATO, WHO, FIFA, IIHF apod. Na druhou stranu je globalizace někdy odmítána, výjimečně i násilně, především se jedná o utváření a posilování jednotlivých národních, ale i etnických identit, či sklon k utváření partikulárních komunit. Kritici tvrdí, že globalizace poškozuje různorodost kultur. Kultury dominantních zemí se stávají hrozbou pro lokální kultury menších států. V rozvojových zemích je globalizace většinou pozitivně, jako nástroj, který může pomoci zbavit se chudoby.[20]
Ve všech zemích ovlivněných globalizací vystupují do popředí stejné společenské trendy. Vytváří se tak jakási „globální kultura“. Ve většině států na její úkor zanikají tradiční hodnoty. Vzniká nový „univerzální mezinárodní životní styl“, zasahující lidské chování, jazyk, stravování atd. Globalizace je často chápána jako šíření kulturní a ekonomické aktivity Spojených států amerických do dalších zemí a označuje se pojmy amerikanizace (z ang. Americanization) nebo „westernizace“ (z ang. Westernization). Zřejmým příkladem kulturní globalizace je rozšíření typických národních kuchyní do celého světa, zejména amerických fast-foodových řetězců. McDonald's je největší světový řetězec rychlého občerstvení, s více než 35 000 restauracemi, každodenně poskytující jídlo přibližně 70 milionům lidi ve více než 100 zemích světa. Na základě známého sendviče Big Mac vznikl Big Mac Index, neformální ekonomický ukazatel parity kupní síly mezi měnami. Ten je obecně uznáván na základě znalosti, že McDonald's poskytuje stejný Big Mac ve všech zemích světa.

### Rysy globalizace
Existuje teorie o pěti dimenzích globálních kulturních toků. Jedná se o hluboké perspektivní konstrukty, které jsou zároveň základem tzv. představovaných světů (z angl. imagined worlds). Těchto pět dimenzí tvoří zároveň základní rysy globalizace.
Prvním rysem jsou tzv. „Ethnoscapes”, což jsou lidé, kteří vytvářejí svět („pohyblivost světa“), ve kterém žijeme (turisté, imigranti, zahraniční dělníci, aj.).
Dalším rysem jsou tzv. „Technoscapes”, čímž je myšlena globální konfigurace technologií a skutečnost, že technologie rychle překonává dříve nemyslitelné hranice.
Třetím rysem jsou tzv. „Financescapes“. Schopnost globálního kapitálu, která je nyní rychlejší a obtížněji sledovatelná, než kdykoli jindy v minulosti.
Čtvrtým rysem jsou tzv. „Mediascapes“ jako distribuce elektronických možností vytvářet a šířit informace a obrazy světa vytvářené médii. Svět komodit a svět zpráv a politiky jsou promíchány.
Pátým a posledním rysem jsou tzv. „Ideoscapes. Tím jsou myšleny ideologie států a protiideologie hnutí orientovaných na uchopení státní moci nebo aspoň její části. Jeho základem jsou komponenty osvíceneckého pohledu na svět (svoboda, blahobyt, práva, suverenita) a hlavním pojmem je demokracie.

### Mnohojazyčnost
Globalizace a propojení kultur vytvořily podmínky pro vznik sociálního fenoménu nazývaného mnohojazyčnost (z ang. multilingualism). Snadný přístup k informacím, umožněn především díky internetu, způsobil, že se lidé častěji setkávají s odlišnými jazyky. Vzniká potřeba mnohojazyčnosti. Většina lidí ve světě ovládá více než jeden jazyk. Kromě rodného jazyka se v současnosti nejpopulárnějším druhým jazykem stal jazyk anglický, který zároveň dominuje na Internetu (probíhá v něm přibližně 35 % komunikace). Zatímco v důsledku globalizace a mnohojazyčnosti roste počet lidí mluvících některým z 20 nejpoužívanějších světových jazyků, počet lidí ovládajících regionální a menšinové jazyky se snižuje. Tyto jazyky jsou považovány za ohrožené. Celkový počet jazyků ve světě není znám a odhady se liší v závislosti na mnoha faktorech. Současný odhad se pohybuje mezi 6000 a 7000 mluvenými jazyky, přičemž se předpokládá, že 50–90 % z těchto jazyků zanikne do roku 2100.

### Internet
Významnou roli při společensko-kulturní globalizaci hrají média a informační technologie. V posledních letech se rapidně urychlil jejich rozvoj a ještě více se posílil jejich dopad jako šiřitelů informací a nových možností. Internet jako nástroj globalizace spojuje uživatele počítačů v rámci celého světa. Od roku 2000 do roku 2009, vzrostl celosvětově počet internetových uživatelů z 394 milionů na 1, 858 miliard. V roce 2010, mělo přístup k počítači 22% světové populace spolu s 1 miliardou Google vyhledávaní každý den a 2 miliardami videí viděných denně na YouTube. Pod tyto výrazně sociologické změny v chování lidí se podepsaly rozrůstající se internetové sociální sítě, které každoročně nabírají na popularitě. Jen mezi lety 2012–2013 se počet uživatelů Facebooku zvýšil o 22 %. V posledních letech už nárůst není tak rapidní, ale vzhledem k takřka všudypřítomnému wi-fi připojení nebo dokonce internetu v mobilu se komunikace i chování lidí značně mění. K 30. červnu 2016 se odhaduje počet uživatelů internetu na 50,1 % světové populace, což představuje nárůst 918,3 % proti údajům z roku 2000. Největší nárůst byl zaznamenán v Asii (1,515.2 %), kde nyní internet používá 45,6 % obyvatelstva. V letech 2010–2016 byl také zaznamenán strmý nárůst počtu uživatelů Facebooku. Zde se k 30. červnu 2016 odhaduje počet uživatelů na 22,9 % světové populace s nárůstem 224,4 % oproti roku 2010. Největší nárůst je evidován v Africe (732,8 %), kde nyní tuto sociální síť používá 12,4 % populace. Největší zastoupení Facebooku mezi obyvatelstvem se nachází v Severní Americe (62,1 %) a Jižní Americe (52,2 %). V Evropě používá Facebook 39,5 % všech obyvatel. V České republice již není osobní počítač v každé domácnosti výjimkou, v loňském roce jej mělo 3,1 milionu tuzemských domácností. Oproti předešlým rokům tak vzrostl počet vybavených domácností osobním počítačem o více než čtvrtinu. Trendem posledních let již nejsou klasické stolní počítače, ale uživatelé naopak více upřednostňují počítače přenosné, které v roce 2015 využívala více než polovina Čechů. Plošné neustálé využívání připojení k internetu je umocněno rozmachem chytrých telefonů a jiných přenosných zařízení, která jsou pro svoji přenositelnost stále více upřednostňovaná. V roce 2015 používalo mobilní telefon k internetovému připojení 37 % dospělé populace (3,2 miliónu osob). Mezi uživateli internetu v mobilu převládají mladí lidé mezi 16–24 lety.

### Sport
Kulturní globalizace se projevuje i ve sportu. Většina moderních sportů se rozšířila ze západního světa do ostatních zemí Afriky, Asie či Jižní Ameriky. Dokonalým příkladem toho jevu může být fotbal, sport, který vznikl v Anglii v 16. století, a postupem času se rozšířil prakticky do celého světa, odhady napovídají, že fotbal pravidelně sleduje více než 4 miliardy lidí. A s ním získaly fotbalové kluby jako FC Barcelona, Arsenal, Chelsea a další významný vliv na světovém dění.  Dalšími nejvlivnějšími světovými sporty jsou například kriket (2,5 miliardy), pozemní hokej (2 miliardy) či tenis (1 miliarda). Znovuzrozené olympijské hry se od svého vzniku v roce 1886 staly jednou z významnějších celosvětových kulturní akcí, kdy se jednou za čtyři roky sjedou nejlepší sportovci většiny států světa, sledováni médii, turisty a nadnárodními společnostmi. Pořadatelský stát se pak stane na několik týdnů kulturním centrem světa.

### Populační růst a urbanizace
Populační nárůst během industrializace a globalizace ve 20. století byl doprovázen zvýšenou urbanizací. Tento proces měl za následek prohloubení rozdílů mezi městskými a venkovskými oblastmi. Začalo ubývat lidí žijících na venkově, kde dominuje zemědělský způsob života a dokonce většina světové populace začala žít v průmyslových městských oblastech s okolními továrnami a administrativními budovami. Některá města se začala označovat pojmem globální města. Ta jsou všeobecně považována za důležitá centra světové ekonomiky. Pojmem „megaměsta“ (z ang. megacities) jsou označována města překračující hranici 10 miliónů obyvatel. V letech 1973 až 2015 vzrostl jejich počet ze 3 na 30. Hlavními centry globalizace jsou vždy velká města, kde se za posledních 40 let kulturní rozdíly začaly postupně stírat. Těmto městům (např. Berlín, Londýn, New York) se říká tavicí kotle (z angl. melting pot) různých kultur. Součástí globalizace je i přistěhovalectví, jak v Evropě (Turci, Alžířané, Číňané), tak v Severní Americe (Mexičané a Portorikánci v USA), ale i v zemích Arabského poloostrova (Indové, Pákistánci). Konkrétně Evropu v roce 2015 zasáhla obrovská migrační vlna. Jen v první polovině tohoto roku do Evropy přišlo 398 895 migrantů z různých koutů světa (převážně však ze Sýrie) a i nadále se očekává vzestupná tendence. V současnosti je nejasné, jak se tolik lidí vyznávajících odlišnou kulturu přizpůsobí odlišným hodnotám. Globalizace se projevuje v nejvíce vyspělých oblastech světa, tedy tam, kde je vysoká kupní síla a rozvinutá doprava.

## Podpora a kritika globalizace

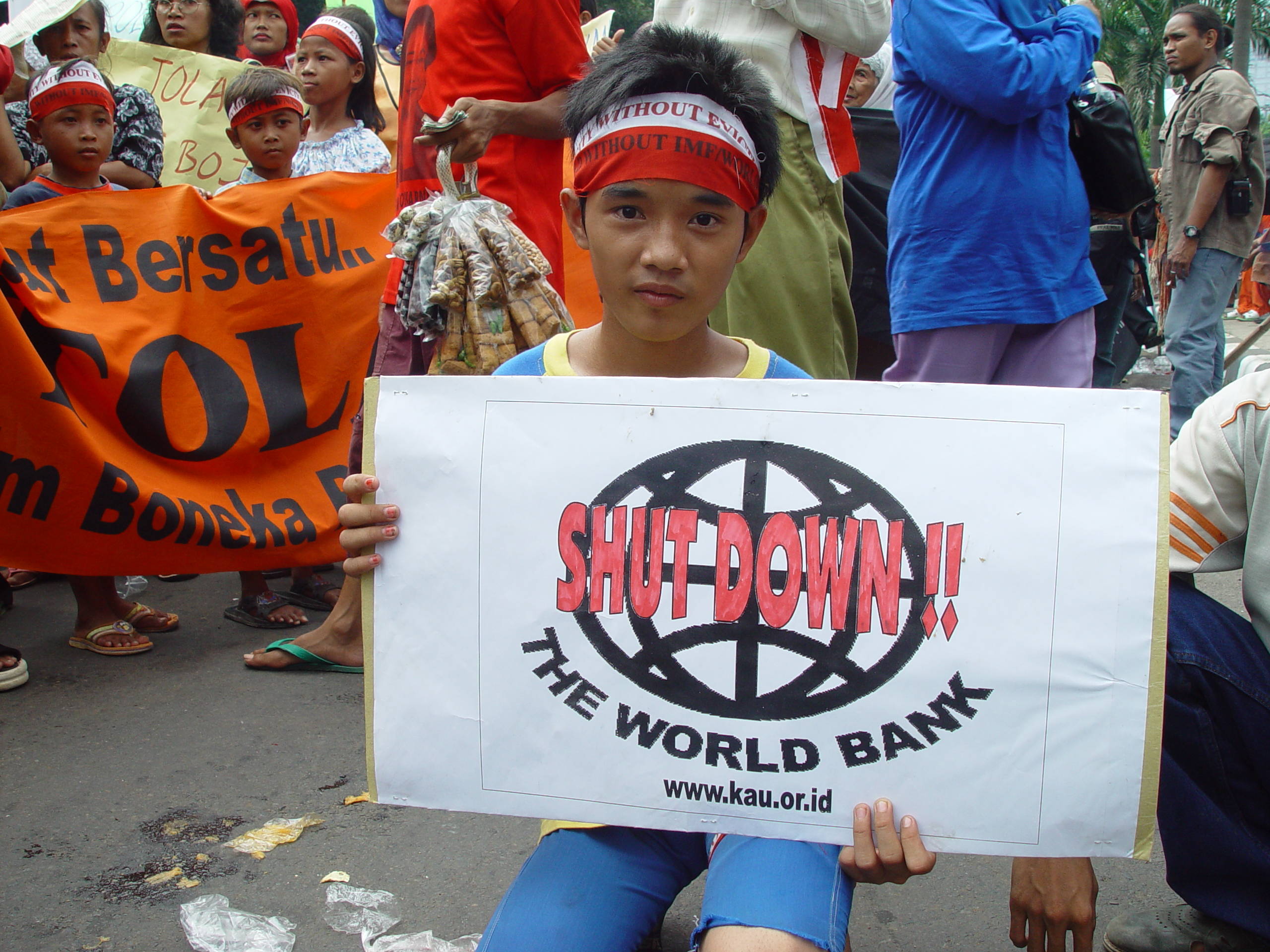
Protest proti zasedání Světové banky, Jakarta

Reakce na procesy přispívající ke globalizaci se lišily už od dob vzniku mezinárodního obchodu. Přívrženci argumentují, že globalizace je něco, co je nezbytné pro to, aby se společnost měla dobře, zatímco její odpůrci vidí některý z globalizačních procesů jako škodlivý pro obecné blaho a tvrdí, že globalizace má spoustu vedlejších důsledků jako např. šíření nových nemocí, rychlejší a rozsáhlejší ničení životního prostředí, zvyšování chudoby apod.
Odlišné vnímání pozitiv a negativ, které s sebou globalizace přináší, dalo vzniknout (za vznik) mnoha různým ideologiím a sociálním hnutím.

### Ekonomický liberalismus a volný obchod
Ekonomičtí liberálové a neoliberalisté obecně souhlasí s tím, že vyšší stupeň politické a ekonomické svobody ve formě volného obchodu ve vyspělém světě, přispívá k celkově většímu materiálnímu blahu. Globalizaci vnímají jako prospěšného prostředníka pro šíření svobody a kapitalismu.

### Světová demokracie
Demokratická globalizace je hnutí za vznik institucionálního systému světové demokracie, který by z jejich úhlu pohledu omezil roli národních států, korporátních oligopolů, mafie a různých ideologických nevládních organizací.
Zastánci této myšlenky tvrdí, že světová konfederace by neměla úplně nahrazovat roli státu, ale spíše ji doplňovat v tom smyslu, že jak konfederace, tak jednotlivé státy by měly moc rozhodovat o věcech v jejich sféře působnosti.
Zavedení této ideje do praxe by se mělo dosáhnout vytvářením demokratický světových institucí a přeměnou dnešních mezinárodních hnutí (které jsou v současnosti mezivládními institucemi, jež jsou kontrolované národními státy) do globálních organizací ovládaných světovými občany. Jsou si však vědomi, že je to běh na dlouhou trať, než by se tyto globální instituce, zaměřující se na různé oblasti obecného zájmu, časem spojily v plnohodnotnou demokratickou světovou vládu.

### Antiglobalizační hnutí
Antiglobalizační hnutí se skládá z mnoha různých kritických postojů ke globalizaci, tím nejhlavnějším je ale to, že kritizuje korporátní kapitalismus, což ve stručnosti znamená, že většinu světového trhu ovládají velké korporace a malí podnikatelé nemají moc šancí se prosadit.
Hnutí je příkladem tzv. nového sociálního hnutí, jelikož používá unikátní taktiky a jiné prostředky, než které bylo ve zvyku používat v minulosti. Podpůrci se účastní různých pozornost vyvolávajících akcí, jakými jsou např. flash moby, které jsou extrémně účinné pro upoutání pozornosti veřejnosti a šíření povědomí o globalizaci.
Přívrženci tohoto hnutí jsou si vědomi nerovného rozložení sil v oblasti mezinárodního obchodu mezi rozvinutými a rozvojovými zeměmi světa. Aktivisté podporující toto hnutí působí v různých oblastech, což souvisí s tím, že globalizace samotná se dá chápat z mnoha odlišných úhlů pohledů, např. ekonomického, politického, ideologického, kulturního či ekologického.